# Rosalie-Augustin de Chabannes
Rosalie-Augustin de Chabannes (Langogne, 19 mei 1769 - Stapehill, 13 juni 1844) was een Zwitserse abdis.

## Biografie
Zij was een dochter van Antoine de Vergèses du Mazel. Van 1784 tot 1792 was ze cisterciënzerin in de abdij van Saint-Antoine-des-Champs in Parijs. In 1797 ging ze naar het klooster Volonté-de-Dieu in Sembrancher en legde daar haar geloften af. Later werd ze overste van dit trappistenklooster, dat de deuren sloot begin februari 1798 wanneer ze met de laatste zusters het verliet. Nabij de cisterciënzers van Augustin de Lestrange, was ze abdis van het trappistenklooster van Stapehill van 1802 tot 1844.